# Plebiscito constitucional de Uruguay de 1980
El plebiscito constitucional de 1980 fue una consulta popular realizada en Uruguay el 30 de noviembre de 1980 convocada por el Gobierno cívico-militar que gobernaba el país, con el objetivo de crear un régimen constitucional que legitimara al gobierno y sustituyera la Constitución de 1967, cuyas disposiciones se desconocían. La propuesta fue rechazada por la población por casi un 57% de los votos válidos lo que, a la postre, desencadenó el proceso de apertura democrática.

## Antecedentes.

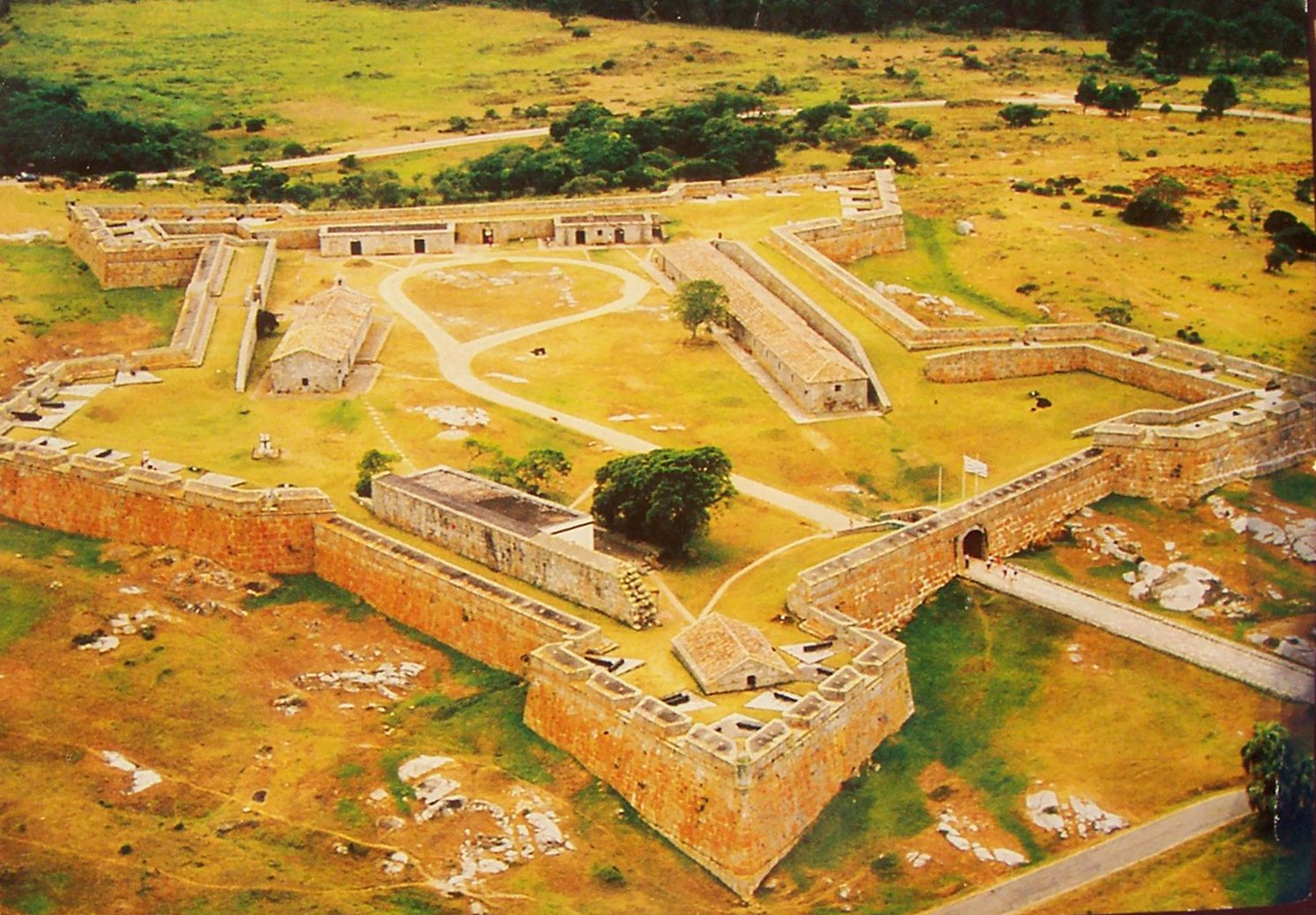
Fortaleza de Santa Teresa, sede del Cónclave gubernamental de agosto de 1977.

La reforma constitucional había sido prevista por el decreto N° 464/973 del 27 de junio de 1973 y por los artículos 4° y 8° del llamado Acto Institucional N° 2 de 12 de junio de 1976. Este "decreto constitucional" preveía, en su artículo 11°, la conformación de una Asamblea Constituyente. Formaba parte del cronograma trazado por el gobierno en el "Plan Político de las Fuerzas Armadas" aprobado en agosto de 1977 en el cónclave de Santa Teresa.
En el año 1980 la dictadura militar llevaba 7 años gobernando el país. El 15 de mayo de 1980 se puso en conocimiento de la ciudadanía el texto de una nota que el Presidente de la República remitía el anteproyecto de la constitución al Presidente del Consejo de Estado, Hamlet Reyes, remitiendo a ese cuerpo el anteproyecto de Constitución que el gobierno sometía a consideración del Consejo de Estado, con el objeto de que este procediera a: “... c) preparar el anteproyecto de Constitución que se someterá a ratificación popular de acuerdo con los principios que emanan de las pautas formalmente consagradas, los fundamentos de las Actas Institucionales y las bases a aprobar”. Recién en el mes de octubre se reunió la Asamblea constituyente designada por la dictadura redactando el texto que fue aprobado el 31 de octubre. Ningún partido político tuvo participación alguna en la elaboración del proyecto. El 1 de noviembre se dio a conocer el texto que se iba a plebiscitar el día 30 del mismo mes. Su difusión fue muy limitada, solo lo publicó el diario la Mañana y El País. El diario El Día solo publicó extractos. 
El anteproyecto que el Poder Ejecutivo sometió a la consideración del Consejo de Estado iba encabezado con el título: "Principios, bases y condiciones del nuevo texto constitucional". El anteproyecto del nuevo texto constitucional, según versiones de prensa, había sido elaborado por la Comisión de Asuntos Políticos de las Fuerzas Armadas (Comaspo).
Sin embargo, no hubo más noticias al respecto hasta el mes de octubre, cuando se reunió un órgano que se denominó "Asamblea Constituyente", designado por la dictadura. Ningún partido político tuvo participación alguna. Ese órgano aprobó un proyecto el 31 de octubre. Fue publicado el 1.º de noviembre, ya en el mismo mes en que se lo iba a plebiscitar.
La difusión del proyecto fue extraordinariamente limitada. Lo publicó el diario "La Mañana" el 1.º de noviembre. "El País" anunció ese día en primera plana que publicaba todo el texto, pero en realidad no lo hizo. "El Día" solo publicó extractos.
Hubo una permanente propaganda en todos los medios de difusión a favor del SI a la reforma propuesta, y una imposibilidad casi total de realizar un debate abierto sobre el proyecto, dado que estaban suspendidas las libertades individuales, el derecho de reunión, y existían miles de presos políticos, exiliados, y destituidos.
| Departamentos  | NO      | NO     | SÍ      | SÍ     |
| -------------- | ------- | ------ | ------- | ------ |
| Artigas        | 11 734  | 37,78% | 19 323  | 62,22% |
| Canelones      | 90 841  | 53,45% | 79 122  | 46,55% |
| Cerro Largo    | 22 389  | 50,71% | 21 762  | 49,29% |
| Colonia        | 39 371  | 55,16% | 32 002  | 44,84% |
| Durazno        | 16 568  | 52,69% | 14 875  | 47,31% |
| Flores         | 7079    | 44,42% | 8856    | 55,58% |
| Florida        | 21 738  | 54,54% | 18 121  | 45,46% |
| Lavalleja      | 18 820  | 46,43% | 21 712  | 53,57% |
| Maldonado      | 28 124  | 56,27% | 21 859  | 43,73% |
| Montevideo     | 481 538 | 63,70% | 274 394 | 36,30% |
| Paysandú       | 36 866  | 65,13% | 19 738  | 34,87% |
| Río Negro      | 14 414  | 55,91% | 11 368  | 44,09% |
| Rivera         | 16 497  | 35,71% | 29 702  | 64,29% |
| Rocha          | 16 340  | 42,39% | 22 211  | 57,61% |
| Salto          | 36 509  | 60,83% | 23 509  | 39,17% |
| San José       | 30 809  | 62,27% | 18 670  | 37,73% |
| Soriano        | 24 811  | 49,15% | 25 669  | 50,85% |
| Tacuarembó     | 22 066  | 46,15% | 25 752  | 53,85% |
| Treinta y tres | 8 662   | 31,92% | 18 473  | 68,08% |
| Total          | 945.176 | 57,20% | 707.118 | 42,80% |

## El proyecto
El propósito que se perseguía con el proyecto, de crear un régimen tutelado y controlado por los mandos militares, se manifiesta en numerosas disposiciones que contrastaban por completo con las tradiciones políticas del país. Otros de los aspectos relevantes del proyecto eran que las fuerzas armadas asumían competencia directa en materia de seguridad nacional, en cuanto a la soberanía y los partidos, se eliminaba el doble voto simultáneo y se imponía la presentación de candidatos presidenciales únicos dentro de los lemas, se alternaba la representación proporcional dándole mayoría absoluta al partido ganador y se restringía el funcionamiento de los partidos. Además se condicionaba el derecho a huelga a la iniciativa primitiva del Poder Ejecutivo. 
- Si se aprobaba el plebiscito, no tendría ningún efecto durante 12 meses y medio, hasta febrero y marzo de 1982.  Hasta entonces las autoridades seguirían ejerciendo su poder sin ninguna restricción.[Nota 3]

- Un año después del plebiscito, en noviembre de 1981, se celebrarían elecciones,[Nota 4] en las condiciones siguientes:

- Podrían participar únicamente los partidos políticos autorizados, que eran tres (Partido Nacional, Partido Colorado y el partido católico "Unión Cívica").

- Los partidos participantes tendrían que ponerse de acuerdo previamente en un candidato único a Presidente, común a todos ellos.  Los ciudadanos, por lo tanto, estarían obligados a votar pero sin poder elegir.

- Lo que el plebiscito aprobaría no sería solamente el texto de la Constitución propuesta, sino que junto con ella quedarían convalidados los "Decretos Constitucionales" dictados por la dictadura desde el golpe de Estado de 1973, y también los que se dictaran todavía en el lapso ya mencionado de 14 meses y medio.[Nota 7] De este modo la ciudadanía, aprobando la Constitución, daría su aprobación a cualquier norma que la dictadura quisiera imponer todavía en ese tiempo.
- Se disponía que "mantendrá su plena vigencia" el "Decreto Constitucional Nº 4", de 1976, que había privado de derechos políticos por 15 años a muchos miles de personas no acusadas de ninguna infracción. Al quedar confirmado con rango constitucional, ninguna ley podría modificarlo.[Nota 8]
- Se creaba un "Tribunal de Control Político" nombrado por los militares,[Nota 9] que podría destituir en cualquier momento al Presidente, a los ministros, a los legisladores, a los jueces, a los miembros de la Corte Electoral, a los Intendentes, a los miembros de las Juntas Departamentales y también a las autoridades internas de los partidos autorizados.[Nota 10] Resolvería en todos los casos "según su libre convicción"[Nota 11] (o sea, sin necesidad de pruebas).
- Se exigían unas 16.500 firmas para solicitar la formación de un nuevo partido político. El art. 60 exigía un número de firmas igual al 1% de los votos de la elección anterior. Por el art. 62, párr. 2, no podían figurar entre ellas "personas que hayan participado en asociaciones declaradas ilícitas", lo que se refería a las declaraciones de ilicitud hechas por la dictadura, cuya ilegitimidad no podría invocarse. Además, el nuevo partido quedaría automáticamente disuelto si en las elecciones siguientes no alcanzaba representación parlamentaria (art. 60, párr. 2).
- El art. 164, num. 4.º, establecía que el "Tribunal de Control Político" también podría anular las elecciones y disolver partidos políticos o rechazar su constitución pasando por encima de la Corte Electoral.

- Se creaban nuevas categorías de estados de excepción además de las “medidas prontas de seguridad” ya existentes en la Constitución de 1967. Se creaba el “estado de subversión” y el “estado de guerra interno”.[Nota 12] El “estado de subversión” se definía como la “situación grave de carácter interno con o sin apoyo exterior, tipificada por hechos o actitudes que afecten la institucionalidad, la vida, la libertad y la seguridad nacional”. Podía decretarlo el presidente con el Consejo de Seguridad Nacional. El órgano legislativo solo podía levantarlo después de 60 días y por dos tercios de sus componentes.
- Se consagraba la existencia del Consejo de Seguridad Nacional, un órgano que recortaba las facultades naturales del Poder Ejecutivo.
- Se reservaban directamente a las Fuerzas Armadas competencias de extensión enorme y vagamente definida, que ejercerían sin estar subordinadas a un mando civil.[Nota 13]

- Se consagraba el sometimiento de los civiles a la competencia de los tribunales militares.[Nota 14]

- Se restablecía algunos elementos de autonomía del Poder Judicial, que habían sido eliminados por el llamado Acto Institucional N.º 8, pero se mantenía el control administrativo sobre la justicia civil. Los jueces serían designados por la Corte de Justicia, pero con intervención previa obligatoria del Ministerio de Justicia, “cuya oposición fundada constituirá un impedimento”. El Ministerio de Justicia podría intervenir también “para regularizar la situación”, en caso de funcionamiento irregular de las oficinas judiciales.

- Se eliminaba la prohibición del allanamiento nocturno y de la censura previa que figuraban en la Constitución de 1967.

- Se prohibía la agremiación de diversas categorías de personas y la huelga de funcionarios públicos.

- Se eliminaba la inamovilidad de los funcionarios públicos.

- Se condicionaba la reglamentación del derecho de huelga (que había sido regulada por la dictadura en términos absolutamente restrictivos mediante normas que quedarían convalidadas) a la iniciativa del Poder Ejecutivo y la aprobación parlamentaria por mayoría calificada.

## Las posiciones de los partidos políticos
Los partidos políticos apoyaban mayoritariamente el NO. En el Partido Colorado, todo el batllismo -sector mayoritario- estaba a favor del NO, con connotados dirigentes como Jorge Batlle, Enrique Tarigo y Julio María Sanguinetti manifestándose por esa opción. El pachequismo, incluyendo a su líder Jorge Pacheco Areco por su parte buscaba la aprobación del proyecto, aunque hubo dirigentes como Raumar Jude que militaron por el NO. 
En el Partido Nacional, el Movimiento Nacional de Rocha y Por la Patria, y los sectores herreristas de Jorge Silveira Zavala y Luis Alberto Lacalle apoyaron el NO, mientras que otros sectores herreristas, los dirigidos por Alberto Gallinal, y políticos como Carlos Garat, Arturo Heber y Nicolás Storace apoyaron el SI al proyecto.

## Propaganda por el No
La ciudadanía interpretó en general el planteo del proyecto de Constitución como un sí o un no al gobierno de facto.
Hubo una constante propaganda en los medios de comunicación a favor del SÍ. Los partidos jugaron un papel preponderante: en medio de la proscripción, salieron boca a boca a la calle a comunicarse con los ciudadanos a favor del NO.
Si bien no hubo disposiciones oficiales que prohibieran la propaganda a favor del NO en los medios de comunicación, esta prácticamente no existió. La expresión opositora se manifestó fuertemente a través de volantes, pegatinas y el "boca a boca" sobre todo estos medios utilizados por la izquierda que, con los militantes que aún estaban libres y los que habían salido de prisión poco tiempo antes realizaron un trabajo clandestino y muy arriesgado en favor del repudio de la dictadura. También hubo propaganda en los medios de prensa opositores al régimen: la prédica del semanario Opinar, recientemente fundado, la revista La Plaza (un mensuario de Las Piedras, nacido a fines de 1979), algunos editoriales con firma en el diario El Día, los comentarios de Germán Araújo en CX 30 La Radio y unos pocos actos, en locales cerrados, varios de los cuales terminaron con oradores y/o organizadores presos o proscriptos. 
El viernes 14 de noviembre el Partido Nacional organizó un acto a favor del NO en el Cine Cordón, situado en la avenida 18 de Julio entre las calles Martín C. Martínez y Joaquín Requena. Hicieron uso de la palabra cuatro oradores: Juan Andrés Ramírez (por el Movimiento Divisa Blanca lista 400), Eduardo Pons Etcheverry (por el Consejo Nacional Herrerista), Héctor Lorenzo Ríos (por el Movimiento Nacional de Rocha) y Fernando Oliú (por el Movimiento Por la Patria). 
Forzando el alcance del permiso otorgado por las autoridades, se colocaron altoparlantes en la vereda sobre la principal avenida. Desde el bar de la esquina seguían el acto los entonces proscriptos dirigentes provisionales del Partido Nacional, Carlos Julio Pereyra, Dardo Ortiz y Jorge Silveira Zavala. 
Al final, en la calle, las fuerzas policiales reprimieron a la gente que había quedado afuera del cine, los caballos llegaron a ingresar al hall de entrada y acordonaron la salida de los que se encontraban dentro de la sala. Aquel acto del Cine Cordón fue una de las primeras manifestaciones contra la dictadura. 
Por su parte las facciones afines al "NO" a la reforma del Partido Colorado, organizaron dos actos. El primero fue convocado por la Coordinadora de las Juventudes Coloradas y se desarrolló el 24 de octubre en el Cine Cordón. El segundo fue organizado por la recién creada Corriente Batllista Independiente el 24 de noviembre en el Cine Arizona, en la calle Rivera y 14 de julio. En este último se leyó una proclama de la Corriente Batllista Independiente (CBI) que había sido redactada por Manuel Flores Silva, Enrique Alonso Fernández y Ope Pasquet. El momento culminante de este acto fueron las palabras de cierre de Enrique Tarigo.

## Debate televisivo

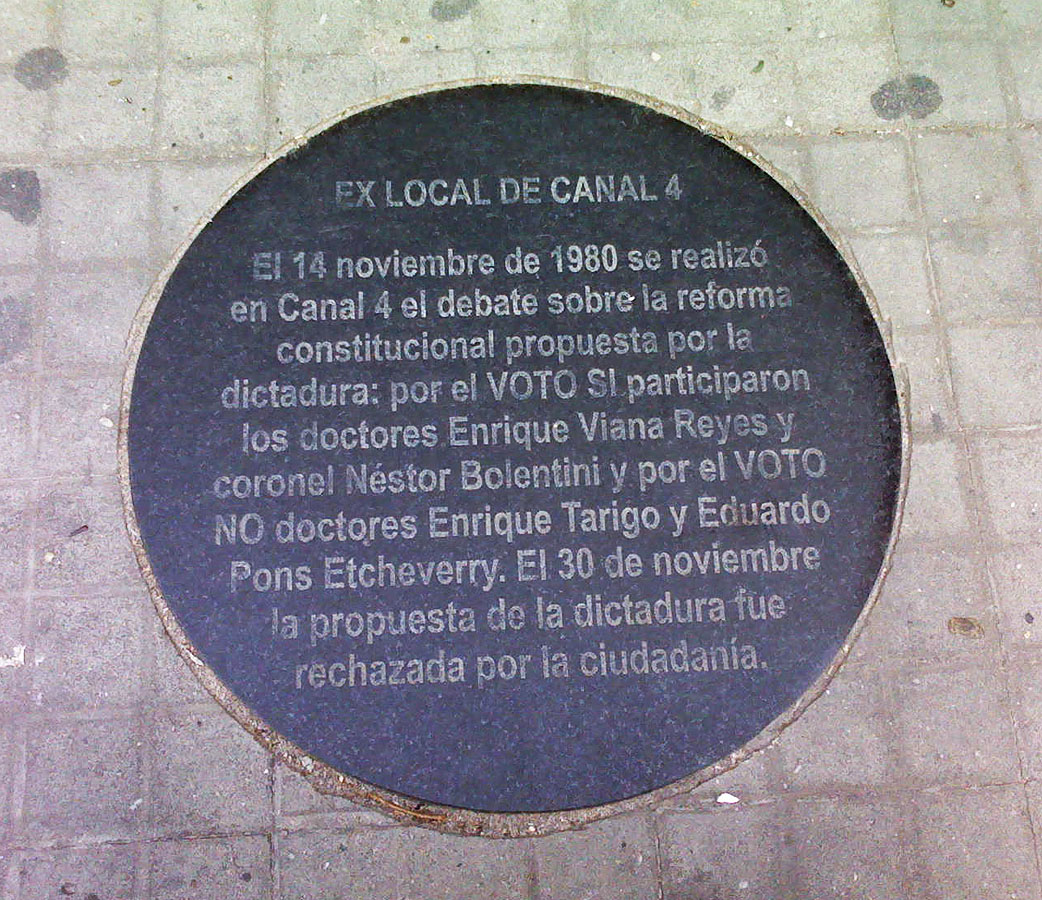
Una marca de la memoria que recuerda al debate televisivo.

También el 14 de noviembre a las 21 y 30 horas en Canal 4 se realizó el único debate televisivo. Propuesto por el periodista Avedis Badanián, fue moderado por los conocidos informativistas Carlos Giacosa y Asadur Vaneskaian. Se emitió en diferido, pero no tuvo cortes, ni siquiera las tandas comerciales. En el mismo participaron, en defensa del SÍ, los consejeros de Estado Néstor Bolentini y Enrique Viana Reyes y, en defensa del NO, Eduardo Pons Etcheverry y Enrique Tarigo.
Tarigo dirigía el semanario Opinar, que había editado su primer número tres días antes, y que tendría un importante rol en la campaña contra el proyecto constitucional. Su participación en este debate marcaría el inicio de su carrera política en el Partido Colorado. Pons Etcheverry había ocupado el cargo de Ministro de Educación en el primer gobierno del Partido Nacional (1959-63), integraba el Consejo Nacional Herrerista y se desempeñaba como miembro del directorio del Banco Comercial y presidente del Jockey Club.
La intervención de Pons Etcheverry resultó particularmente impactante por la audacia, la sutileza y el sentido del humor que demostró al comparar a los colaboradores de la dictadura con los rinocerontes de la conocida pieza teatral de Eugène Ionesco, que por esos días se representaba en Montevideo. Según algunos observadores, el debate fue determinante para que muchos uruguayos decidieran votar en contra de la reforma constitucional.

## El plebiscito

Departamentos donde el NO fue mayoría
Departamentos donde el SI fue mayoría

El domingo 30 de noviembre se realizó ordenadamente el plebiscito de 1980. Los militares estaban convencidos de que la opción por el SI triunfaría por amplio margen. Siendo así, eufóricos de antemano, permitieron que se televisase el recuento de votos. Algunos días antes de la votación, la empresa Gallup había adjudicado un 60% de la intención de voto al SI. 
Las papeletas por el Sí estaban impresas en color celeste y las del No en color amarillo.
Para sorpresa del mundo entero, el corolario fue un rotundo triunfo del NO a la propuesta constitucional del gobierno, que hubiese significado institucionalizar el militarismo y su tutela del sistema político.
En este plebiscito fueron excluidos del padrón electoral los funcionarios del Ministerio de Defensa Nacional y del Ministerio del Interior (militares y policías) quienes estaban impedidos de votar.
Por el Sí hubo un 42,8% de los votos válidos y por el No un 57,2%. Hubo, además, un 0,66% de votos en blanco. En Montevideo el SI obtuvo el 36,04% de los votos válidos, el NO el 63,25% y los votos en blanco el 0,71%. El Departamento en el que el SI tuvo más apoyo fue Treinta y Tres, con 67,74% de los votos válidos, y donde menos apoyo tuvo fue en Paysandú, con 34,68%.
| Opción                               | Votos     | %     |
| ------------------------------------ | --------- | ----- |
| Sí                                   | 707 118   | 42,80 |
| No                                   | 945 176   | 57,20 |
| Votos en blanco y nulos              | 37 130    | –     |
| Total                                | 1 689 424 | 100   |
| Votantes registrados / Participación | 1 944 951 | 86,86 |
| Fuente: Parlamento de Uruguay        |           |       |

## El final de la dictadura
La derrota en el plebiscito fue el inicio del proceso de restablecimiento de la democracia. A comienzos de julio de 1981 se inició un diálogo entre la Comisión de Asuntos Políticos de las Fuerzas Armadas (Comaspo) y los representantes de los partidos Colorado, Nacional y Unión Cívica. Se negoció un Estatuto de los partidos políticos, básicamente entre el Partido Colorado y los militares. Este Estatuto fue plasmado en la llamada Ley Fundamental N° 2 del 7 de junio de 1982. El 28 de noviembre de 1982 se llevaron a cabo elecciones internas en los partidos Colorado, Nacional y Unión Cívica. El Frente Amplio no fue habilitado a participar. 
El 13 de mayo de 1983 se comenzó una ronda de negociaciones entre los militares y los políticos, conocida como Negociaciones del Parque Hotel, por el lugar donde se llevaban a cabo. Se realizaron siete reuniones. Al final de la última, el 5 de julio de 1983, y ante las discrepancias insalvables y el clima político existente, Julio María Sanguinetti anunció la decisión de los grupos políticos de retirarse de las negociaciones.
En 1984 se retomaron las negociaciones, esta vez en el Club Naval. Estas negociaciones culminaron el 3 de agosto de 1984 en el llamado Pacto del Club Naval, entre los máximos jerarcas militares y representantes de los partidos Colorado, Frente Amplio y Unión Cívica; el Partido Nacional se negó a participar en protesta por la prisión de su líder. Como consecuencia del acuerdo, el gobierno convocó a elecciones el 25 de noviembre del mismo año, en las cuales fue elegido presidente Julio María Sanguinetti del Partido Colorado, quien asumió el 1.º de marzo de 1985.
No fue sencillo restaurar la institucionalidad democrática del país. El gobierno y parlamento recién asumidos debieron lidiar con una economía que había vivido una terrible crisis cambiaria, obreros y empleados con salarios muy deprimidos, reparar a muchos damnificados por la dictadura, y otros problemas. También, el problema nada menor que significaba la legalidad durante un periodo de facto tan prolongado, desembocó en la aprobación de una ley de convalidación de los actos del gobierno de facto. Y el delicado tema de las violaciones a los derechos humanos en la dictadura, tuvo dos consecuencias: por un lado, la aprobación de una ley de amnistía para todos los presos políticos y varios presos comunes; y la aprobación de la Ley de Caducidad de la Pretensión Punitiva del Estado, que fue declarada inconstitucional por la Suprema Corte de Justicia en 2009.